# Da morire
Da morire (To Die For) è un film del 1995 diretto da Gus Van Sant con Nicole Kidman, Matt Dillon e Joaquin Phoenix.
È stato presentato fuori concorso al 48º Festival di Cannes.

## Trama
Suzanne Stone è una bella ragazza, da sempre ossessionata dall'apparire in TV, che aspira a diventare una giornalista televisiva di fama mondiale.
Si sposa con Larry Maretto, sfruttando il suo ristorante di famiglia per diventare economicamente stabile, e accetta un lavoro a tempo parziale come annunciatrice del meteo in una rete locale, la WWEN, nella speranza di fare carriera. A seguito di martellanti insistenze con i direttori di rete, riesce a farsi promuovere come annunciatrice del bollettino meteo serale.
Quando Larry inizia a chiederle di lasciare il suo lavoro per formare una famiglia e per dare una mano al ristorante, Suzanne pensa di sbarazzarsi di lui.
A questo scopo, mentre sta girando un documentario TV in un liceo, Teens Speaks Out, seduce uno degli studenti, Jimmy Emmett, e manipola lui e i suoi amici, il delinquente Russell Hines e la timida Lydia Mertz, perché uccidano Larry; con l'aiuto di Russell e Lydia, Jimmy commette il delitto.
Nonostante la morte di Larry sia stata archiviata come conseguenza d'una rapina, la polizia s'imbatte in un video del documentario di Suzanne in cui si fa riferimento a una relazione tra lei e Jimmy: i ragazzi vengono arrestati e collegati alla scena del crimine. Lydia collabora con la polizia e parla con Suzanne indossando un microfono nascosto; Suzanne involontariamente rivela il suo ruolo nell'omicidio. Comunque, nonostante l'evidenza, Suzanne denuncia come la polizia l'abbia ingannata e viene rilasciata su cauzione.
Felice di essere al centro dell'attenzione dei media, Suzanne inventa una storia, dichiarando che Larry era un tossicodipendente e era stato ucciso da Jimmy e Russell, i suoi spacciatori.
Jimmy e Russell sono condannati all'ergastolo; Russell ottiene poi una riduzione della pena, e Lydia viene rilasciata in libertà vigilata.
Nel frattempo il padre di Larry, Joe, capisce che Suzanne ha organizzato l'omicidio del figlio e usa le sue conoscenze mafiose per farla uccidere: il sicario assoldato da Joe attira Suzanne lontano da casa, la uccide e poi getta il corpo in un lago ghiacciato.
La pellicola si conclude con Lydia che diventa famosa raccontando la sua storia in televisione e la sorella di Larry, Janice, che pratica pattinaggio sul ghiaccio sul lago ghiacciato nel quale è sepolta Suzanne.

## Produzione
Il film trae ispirazione dalla vicenda di cronaca di Pamela Smart, donna che lavorava presso una scuola e approfittò della sua ascendenza su uno studente di sedici anni per convincerlo a uccidere suo marito. Prima che Nicole Kidman accettasse di interpretare il ruolo di protagonista, l'allora più famosa Meg Ryan rifiutò la medesima parte, nonostante le fosse stato offerto un compenso di 5 milioni di dollari; alla Kidman venne invece offerto un salario di 2 milioni di dollari. Il budget complessivo investito per la produzione dell'opera ammonta a circa 20 milioni di dollari. Vari personaggi noti hanno eseguito dei cameo nel film, tra cui il regista David Cronenberg, l'attore George Segal, la scrittrice Joyce Maynard e lo sceneggiatore Buck Henry: questi ultimi due sono rispettivamente la soggettista e lo sceneggiatore dell'opera.

## Accoglienza

### Pubblico
Il film ha incassato circa 27 milioni di dollari al botteghino.

### Critica
Sull'aggregatore Rotten Tomatoes il film riceve l'88% delle recensioni professionali positive con un voto medio di 7,4 su 10 basato su 58 critiche, mentre su Metacritic ottiene un punteggio di 86 su 100 basato su 23 critiche.

## Riconoscimenti
- 1996 – Golden Globe
  - Migliore attrice in un film commedia o musicale a Nicole Kidman
- 1995 – Boston Society of Film Critics Awards
  - Migliore attrice a Nicole Kidman